# SPA Dovunque 35
Le SPA Dovunque 35 est un camion militaire, porteur en version 6x4, fabriqué par le constructeur italien S.P.A., filiale de Fiat V.I. entre 1936 et 1948. 

## Histoire

### LeFiat Dovunque 33
Le camion Dovunque, dans sa première série prototype « 33 », est né sous le nom de Fiat 612 en 1931 comme successeur du Fiat 611C Colonial tout terrain. Ce camion comportait, comme son prédécesseur, 3 essieux. Les tests menés sur le prototype révélèrent l'intérêt de ce véhicule dont le premier lot fut commandé par l'armée du Roi d'Italie dès le début de l'année 1932. Quelques mois après sa présentation aux autorités, pendant les manœuvres d'août 1932, le Fiat 612 fut adopté en tant que « Dovunque 33 » (dovunque signifiant « de partout » aujourd'hui on dirait « tout terrain »). Les premiers exemplaires furent affectés aux régiments d'artillerie comme véhicules de commandement et de liaison. Une version spéciale équipée d'un projecteur photoélectrique de 120 mm vit le jour sur ce châssis pour équiper les batteries antiaériennes de campagne.
Le Fiat Dovunque 33 entra pour la première fois en action au cours de la guerre d'Éthiopie. Ses capacités en tout terrain furent jugées excellentes mais son moteur révéla un manque de puissance.

### Le SPA Dovunque 35
Dès 1933, les demandes d'améliorations allaient déboucher sur une nouvelle version de ce camion, le Dovunque 35, dont Fiat V.I. présentera le prototype au Centro Studi Motorizzazione le 16 septembre 1935. Fiat V.I. confiera la production du nouveau modèle à sa filiale depuis 1926, la société S.P.A., qui produira le Dovunque 35 sous sa marque. 
Ce véhicule était doté de suspensions renforcées mais surtout d'un moteur plus puissant passant de 3,0 litres de cylindrée et 46 Ch à 4,0 litres et 55 Ch, avec une commande hydraulique de freinage. L'aspect extérieur restait pratiquement inchangé. En cas de besoin, des chenilles pouvaient être mises en place sur le train arrière.
En métropole, ce véhicule équipa surtout les unités de guerre chimique. Les troupes italiennes de Libye en furent aussi équipées en Afrique du Nord pour le transport des pièces d'artillerie légères et la défense antiaérienne mobile grâce à l'installation d'une mitrailleuse Breda 20/65 dans le caisson. De nombreuses versions spéciales furent créées sur le châssis du "Dovunque 35" : une tour d'observation mobile mod.41, un centre radio, un laboratoire de développement photo ou encore une version avec cabine fermée pour la Regia Aeronautica - l'armée de l'air italienne.
Le "Dovunque 35" connut son baptême du feu en Espagne lors de la guerre civile, puis fut employé tout au long de la Seconde Guerre mondiale, notamment en Afrique du Nord et en Russie.
Durant l'occupation allemande, les usines Fiat-SPA réquisitionnées continuèrent à produire le "Dovunque 35" pour la Wehrmacht : 307 exemplaires de ce camion sortirent des chaînes d'assemblage entre janvier 1944 et janvier 1945. La production se poursuivit même après la guerre, jusqu'en 1948, et l'armée italienne ne s'en séparera que dans les années 1950.

## Fiche technique Dovunque 35
- Longueur : 5,030 m
- Largeur : 2,070 m
- Hauteur : 2,910 m
- Moteur : Fiat 18T - 4 cylindres essence de 4 053 cm3 développant 55 ch à 2 000 tr/min.
- Poids à vide : 4 530 kg
- Charge utile : 2 500 kg
- Vitesse maximale : 60 km/h
- Autonomie : 290 km

Il fait partie de la très grande famille des camions SPA associé à Fiat V.I. pour les fournitures militaires. Équipé de la fameuse cabine demi-avancée très plate SPA, il se distinguait par sa grande hauteur et sa relative faible largeur et ses roues de secours latérales.

## Les différentes versions
- version de base: plateau avec 2,50 tonnes de charge utile ou transport de 25 soldats et de leur équipement,
- version pour l'Armée de l'Air : cabine fermée rigide,
- version avec canon : ajout d'un canon automatique Breda 20/65 Mod. 1935, pour la lutte antiaérienne,
- version tour d'observation mobile Mod. 41.
- version Dovunque-Viberti - centre de radiocommunications : version avec cabine Viberti, équipée d'une radio Magneti-Marelli RF2 CA et R6[1], fonctionnant sur les grandes, moyennes et ondes courtes, avec des rayons d'action respectivement de 500, 1 000 et 5 000 km,
- version Laboratoire Photografique Mobile,
- version SPA Dovunque 35 blindé.